# Патериця

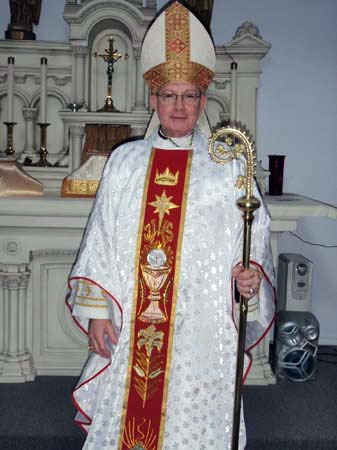
Католицький єпископ в облаченні з патерицею

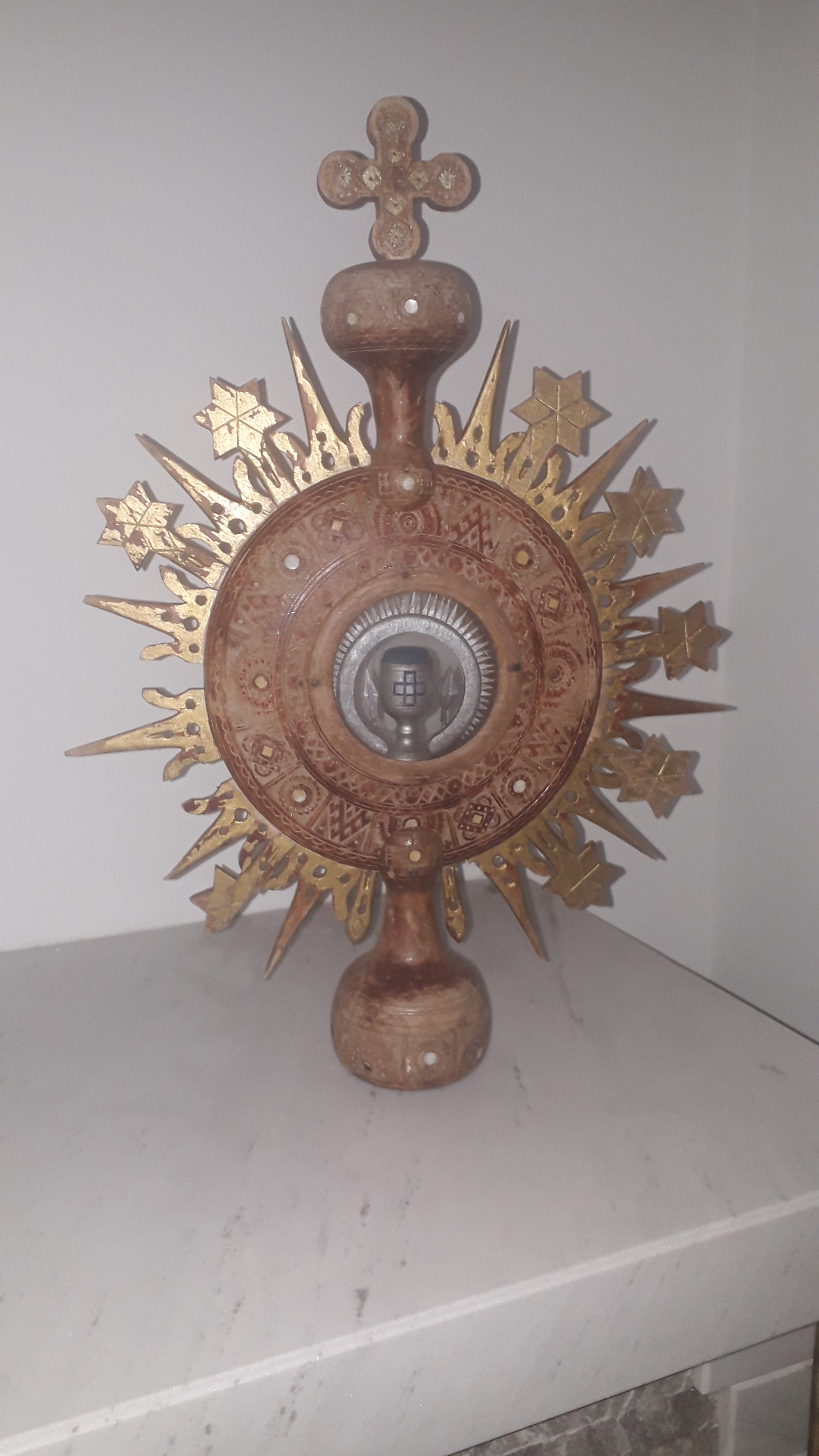
Патериця гуцульська XIX-XX ст.

Патери́ця — у християнстві жезл пастиря, вищого священнослужителя. Знак церковної влади єпископа, настоятеля монастиря тощо. Патерицю римського папи називають ферулою.

## Назва
- Патери́ця (грец. πατερίτσα, лат. baculum pastorale, англ. paterissa) — походить від грец. πατερική βακτηρία (πατερικόν βάκτρον) — «батьківська палиця», утвореного від πατήρ — «батько», «отець»[1][2].
- По́сох (нім. Krummstab)
- Єпископське же́зло (англ. bishop's staff, нім. Bischofsstab)
- Пастирське же́зло (англ. pastoral staff, нім. Pastoralstab, Pastorale, фр. bâton pastoral, італ. pastorale[3])

## Історія
У давнину посох вживався мандрівними ченцями, які носили його з чисто утилітарною метою: як опору для ходьби. Посохами зі загнутими кінцями (ковіньками, ґирлиґами) користувалися пастухи, які не тільки обпиралися на нього, але поганяли ним овець. Образ пастуха (пастиря) з самого початку став одним з ключових у християнстві — Христа часто зображали у вигляді пастуха з посохом, який несе заблудлу вівцю на плечах (Добрий Пастир). Таким чином, пастирський посох, з одного боку, символізує ідею мандрівництва, подвижництва, а з другого — означає пастирство, мудре керівництво й владу.

## Католицизм
Патериця католицького єпископа й абата має навершя у вигляді спіралі, у центрі якої знаходиться зображення на євангельську тематику. Ранні форми патериць Римсько-католицької церкви були увінчані кулею або Т-подібним хрестом.
Єпископ використовує патерицю як символ ординарної влади під час богослужіння на канонічній території: міністрант приймає її від єпископа і подає знову (разом з митрою) у належні моменти служби.

## Православ'я

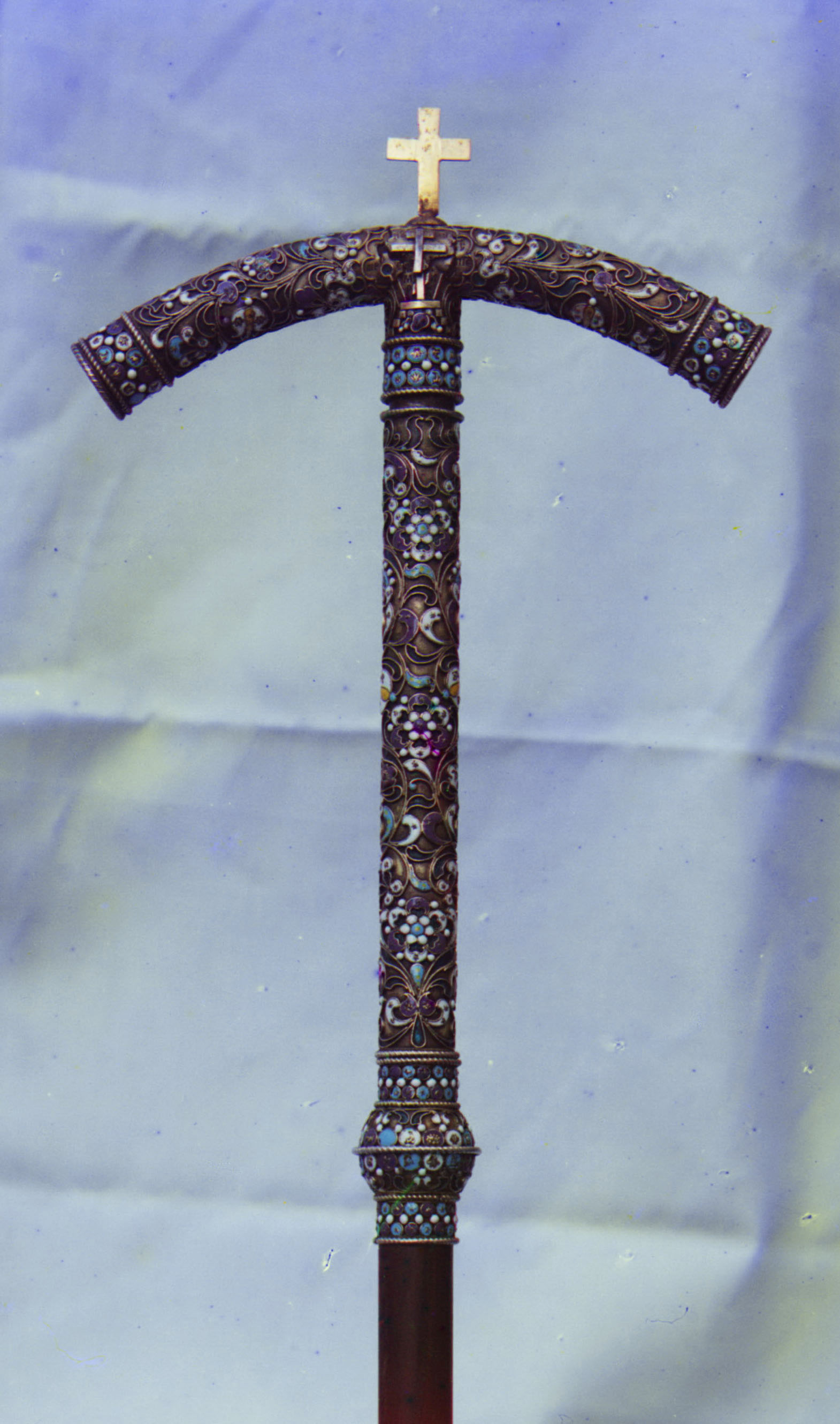
Навершя православної патериці

Верх патериці увінчаний хрестом, який нагадує, що архіпастирі повинні вести свою паству за прикладом Ісуса Христа. На єпископській патериці, окрім того, поміщені дві вигнуті змії, повернені одна до одної. Цей символ, запозичений зі Сходу, означає мудрість архієрейської влади. У Російській православній церкві вони з'явилися у середині XVII ст. під час літургійних реформ патріарха Никона.
Особливістю патериць Російської православної церкви є дві хустки, вкладені одна в одну й прив'язані до посоха біля верхньої перекладини. Вони слугують для захисту руки від морозу в холодну пору року на відкритому повітрі: нижня хустина запобігає дотику до холодного металу, верхня — захищає від зовнішнього холоду. У Росії цей елемент зоветься діалектним словом суло́к — «рушничок», «шматина».
Патириці для богослужінь часто пишно убрані коштовним камінням, карбуванням, інкрустаціями. Повсякденні посохи скромніші: зазвичай це прості дерев'яні палиці з набалдашником з різьбленої кості, дерева або металу.
До вівтаря з патерицею дозволяється входити лише патріархам. Інші єпископи перед Царськими вратами віддають свої посохи іподиякону-посошнику, який стоїть праворуч від Царських врат.

### Галерея

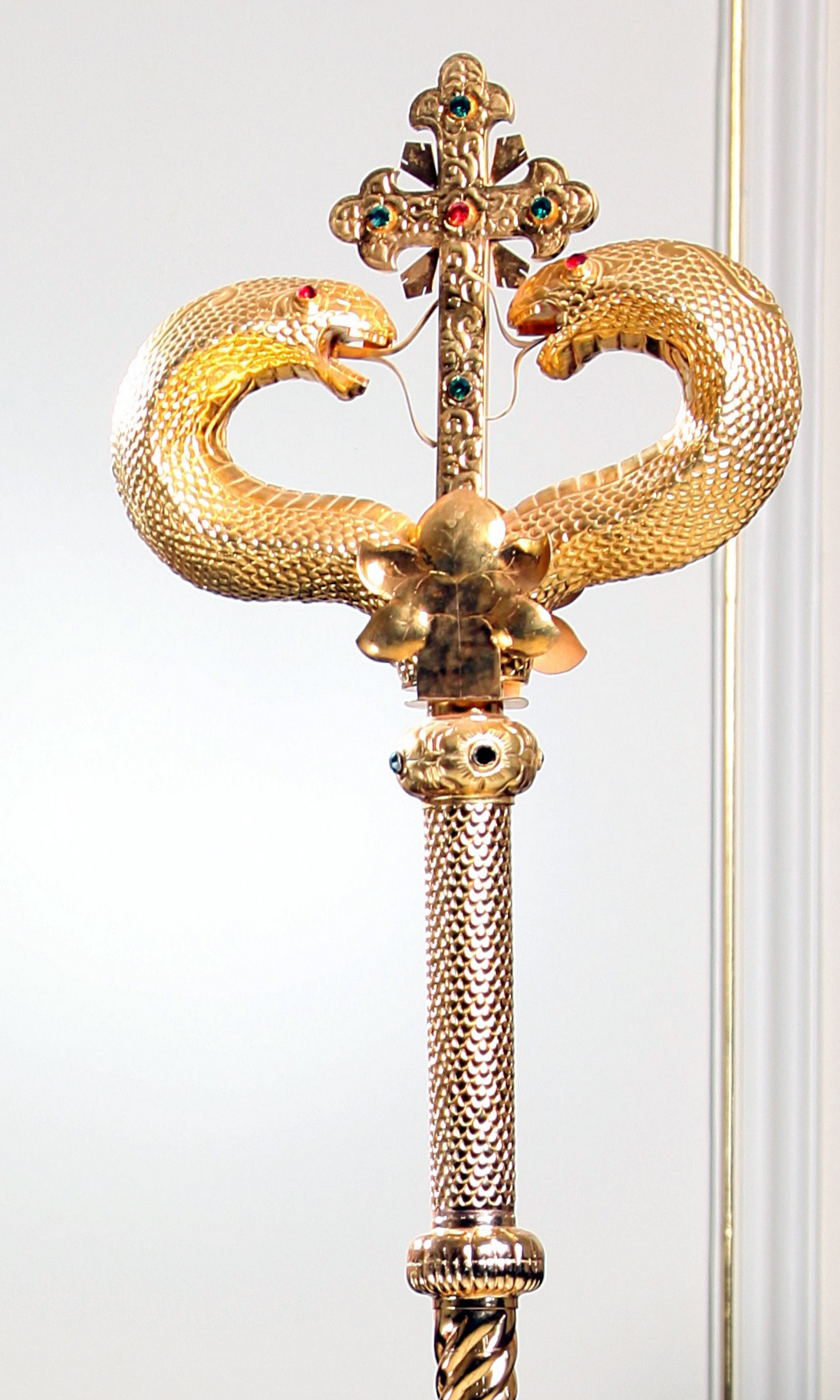
Патериця єпископа Сирійської церкви
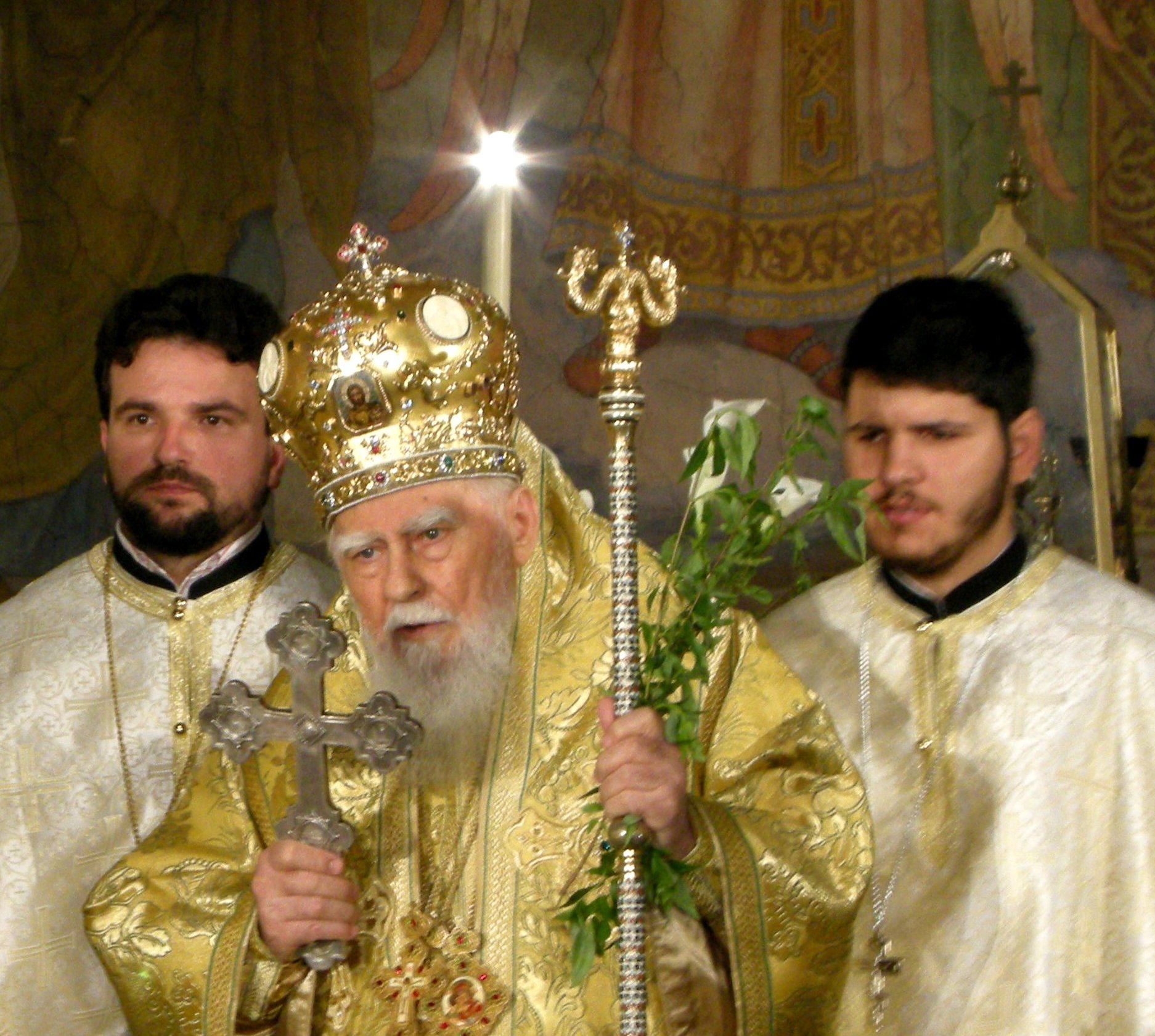
Патріарх Болгарської церкви
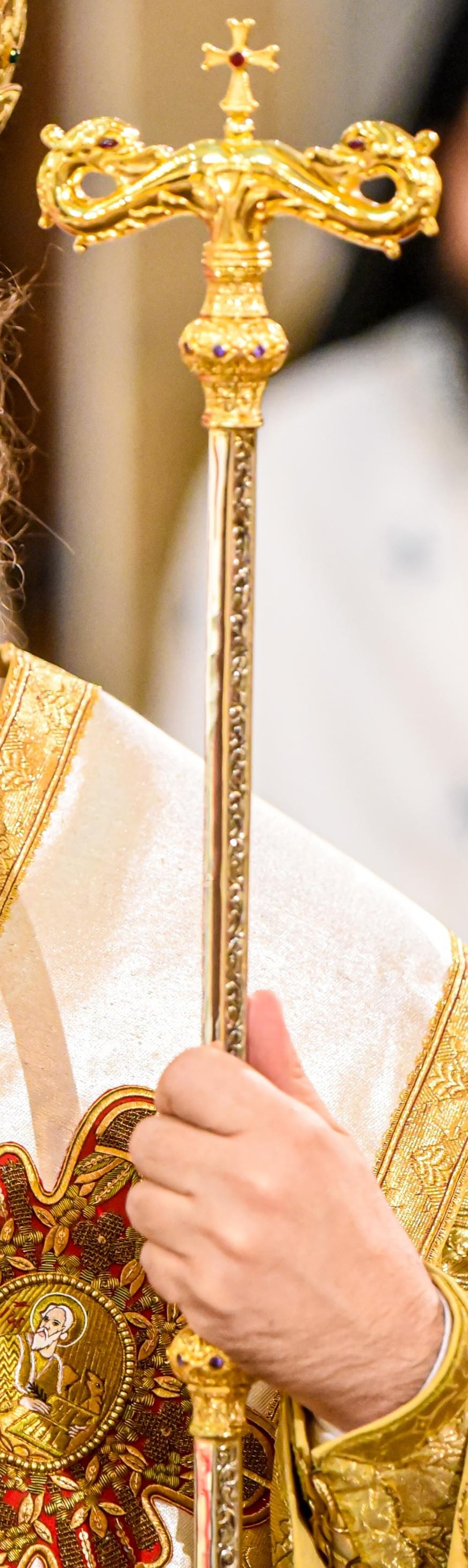
Патериця єпископа Греції

## У геральдиці
Патериця — одна з гербових фігур у геральдиці.

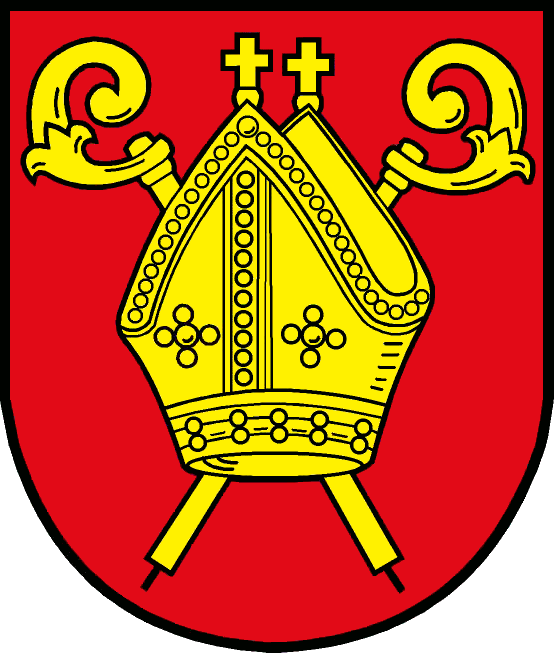
Бютцов
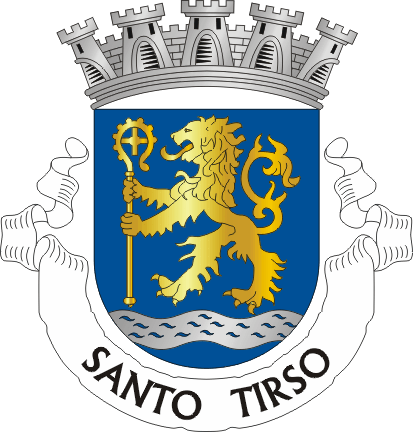
Санту-Тірсу